# مهری شیرازی
مهری شیرازی (زاده ۱۲ خرداد ۱۳۲۸ در تهران) چهره‌پرداز اهل ایران است.

## طراح چهره پردازی
- ملی و راه‌های نرفته‌اش (۱۳۹۶)
- پایان خدمت (۱۳۹۲)
- راه نجات (۱۳۹۱)
- ضد گلوله (۱۳۹۰)
- گشت ارشاد (۱۳۹۰)
- بعد از ظهر سگی (۱۳۸۸)
- حلقه‌های ازدواج (۱۳۸۸)
- سن پترزبورگ (۱۳۸۸)
- شرط اول (۱۳۸۸)
- عروسک (۱۳۸۸)
- صداها (۱۳۸۷)
- عصر روز دهم (۱۳۸۷)
- فرود در غربت (۱۳۸۷)
- کارناوال مرگ (۱۳۸۷)
- موش (۱۳۸۷)
- تلافی (۱۳۸۶)
- در شهر خبری نیست، هست (۱۳۸۶)
- قرنطینه (۱۳۸۶)
- ماه وش (۱۳۸۶)
- محافظ (۱۳۸۶)
- آنکه دریا می‌رود (۱۳۸۵)
- اتوبوس شب (۱۳۸۵)
- بچه‌های ابدی (۱۳۸۵)
- چند روز بعد (۱۳۸۵)
- دستهای خالی (۱۳۸۵)
- سه زن (۱۳۸۵)
- عاشق (۱۳۸۵)
- مثل یک قصه (۱۳۸۵)
- محاکمه (۱۳۸۵)
- مقلد شیطان (۱۳۸۵)
- میم مثل مادر (۱۳۸۵)
- هدف اصلی (۱۳۸۵)
- باغ فردوس، پنج بعد از ظهر (۱۳۸۴)
- چه کسی امیر را کشت (۱۳۸۴)
- رؤیای خیس (۱۳۸۴)
- شام عروسی (۱۳۸۴)
- صحنه جرم، ورود ممنوع! (۱۳۸۴)
- نوک برج (۱۳۸۴)
- زن زیادی (۱۳۸۳)
- کافه ستاره (۱۳۸۳)
- گل یخ (۱۳۸۳)
- مجردها (۱۳۸۳)
- شمعی در باد (۱۳۸۲)
- عروس افغان (۱۳۸۲)
- معادله (۱۳۸۲)
- هیام (۱۳۸۲)
- دختر ایرونی (۱۳۸۱)
- دوشیزه (۱۳۸۱)
- زهر عسل (۱۳۸۱)
- عشق فیلم (۱۳۸۱)
- واکنش پنجم (۱۳۸۱)
- شب یلدا (۱۳۸۰)
- نیمه پنهان (۱۳۸۰)
- رقص با رؤیا (۱۳۷۹)
- زندان زنان (۱۳۷۹)
- زیر پوست شهر (۱۳۷۹)
- فوتبالیست‌ها (۱۳۷۹)
- دختران خورشید (۱۳۷۸)
- دو زن (۱۳۷۷)
- بانوی اردیبهشت (۱۳۷۶)
- گارد ویژه (۱۳۷۴)
- دیدار (۱۳۷۳)
- آنها هیچ‌کس را دوست ندارند (۱۳۷۲)